# Asimilacija (sociologija)
Asimilacija je v sociologiji proces prilagajanja posameznika na značilnosti neke skupine, drugega naroda. Je zlasti proces kulturnega prilagajanja (etnične) manjšine ali posameznika prevladujočemu delu prebivalstva, ali poenostavljeno utapljanje enega naroda/etnične skupine v drugem. 
Nasilna asimilacija celotnih populacij (nasilje je lahko fizično, socialno, gospodarstko, medijsko itd.) povzroča fenomene prekogeneracijskega kolektivnega sindroma posttravmatskega stresa (Post traumatic Stress Disorder, PTSD / Posttraumatische Belastungsstörung, PTBS), kot je to prikazal na primeru koroških Slovencev Bojan-Ilija Schnabl že leta 2010 za avstrijsko Južno Koroško. Hkrati pa ponuja le-ta na osnovi inovativnih menedžmentskih študij v interdisciplinarnem pristopu s t. i. "modelom dalij" (nem. "Dahlienmodell") - ki ga je izdelal in poimenoval on - metodo za individualno ali kolektivno premostitev oz. integracijo travm.
Asimilacijo - kot rezultat družbenege nasilja je treba razlikovati od t.i. akulturacije.